# Gudabild

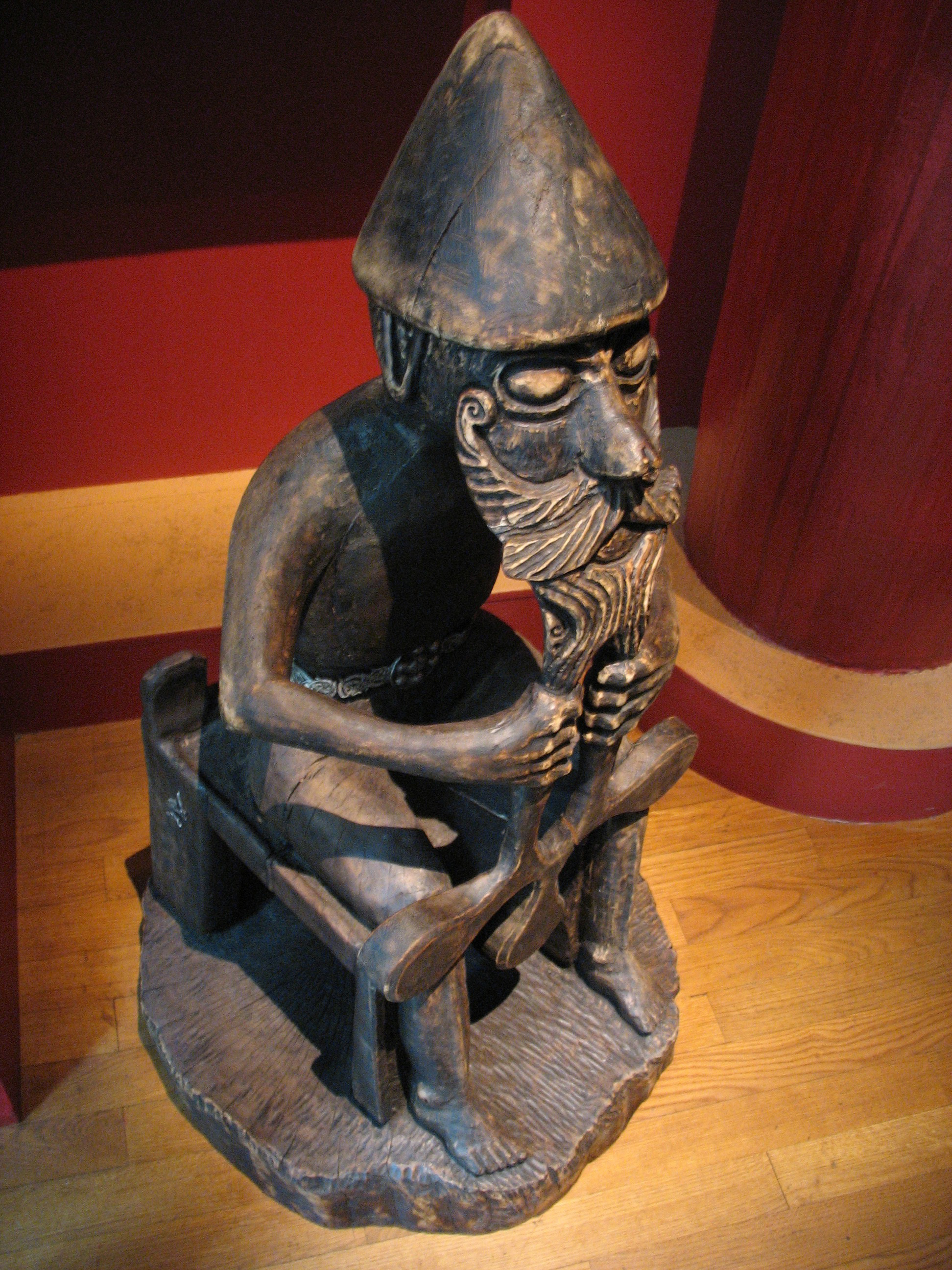
Reproduktion i trä av en gudabild som anses föreställa guden Tor.

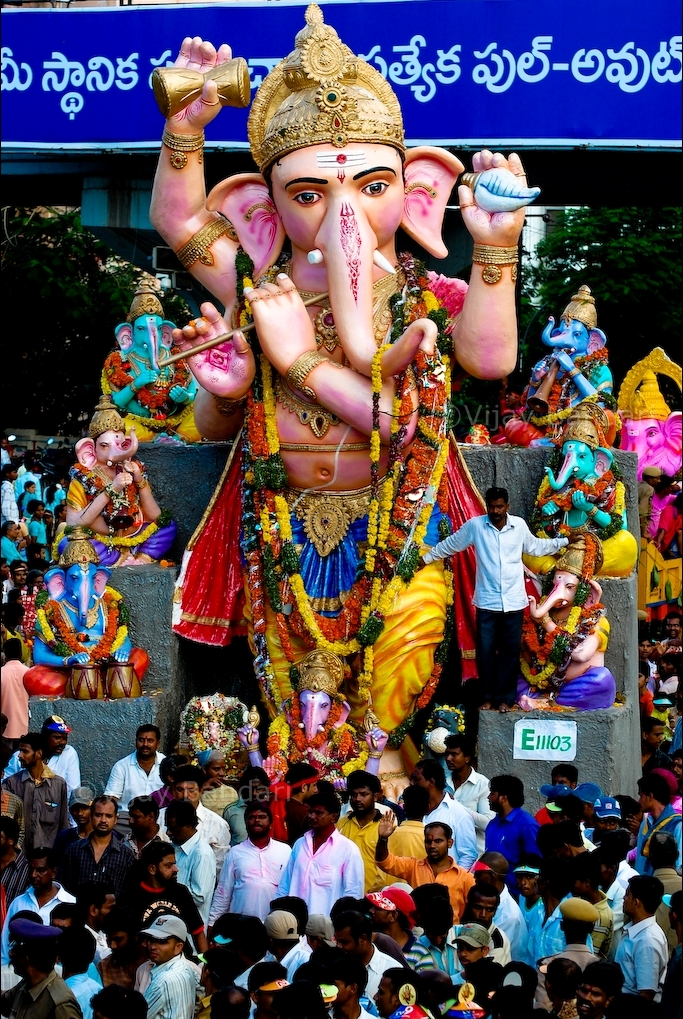
Gudabilder av Ganesha under en festival i Indien.

En gudabild är en avbildning av en gudom och förekommer inom flera religioner. Gudabilden behandlas vanligen med stor vördnad av den troende och är central för dyrkan av den gudom den föreställer.
Gudabilden kan vara ensam eller placerad tillsammans med andra gudabilder på ett altare för att på så sätt symbolisera guddomens närvaro vid olika religiösa ceremonier. Inom vissa religioner och kulturer förekommer det också att man bär gudabilder i religiösa processioner.
Små gudabilder kan bäras som personliga smycken och betraktas som amuletter av troende bärare.

## Förbud mot gudabilder
Inom vissa religioner finns ett uttalat förbud mot gudabilder. Inom islam är detta förbud mycket starkt, men det finns även inom judendom och kristendom.